# 穆扎皮朗加德
穆扎皮朗加德（Muzhappilangad），是印度喀拉拉邦Kannur县的一个城镇。总人口21905（2001年）。

## 人口
该地2001年总人口21905人，其中男性10368人，女性11537人；0—6岁人口2569人，其中男1339人，女1230人；识字率83.39%，其中男性为84.22%，女性为82.64%。